# غنام

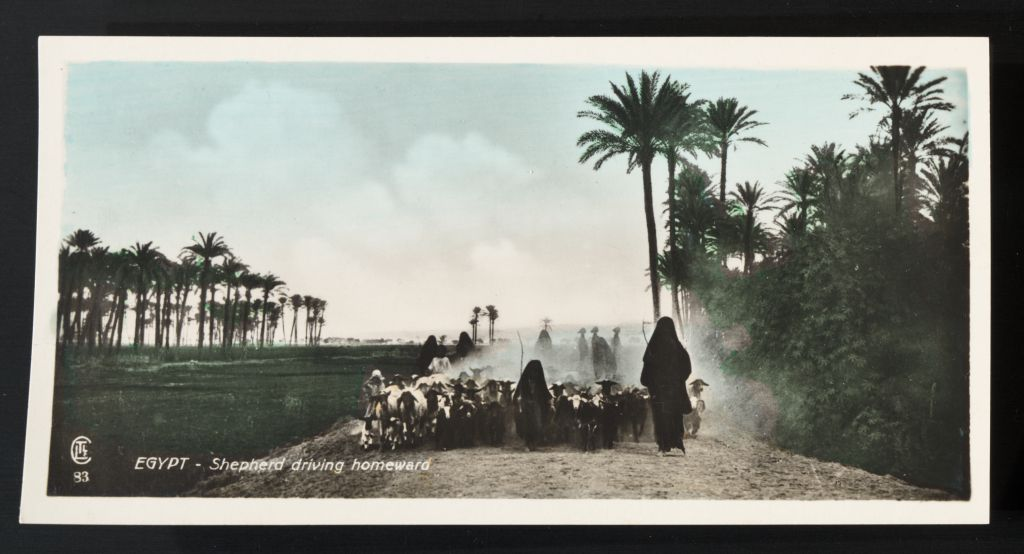
رعاية الغنم في ريف مصر.

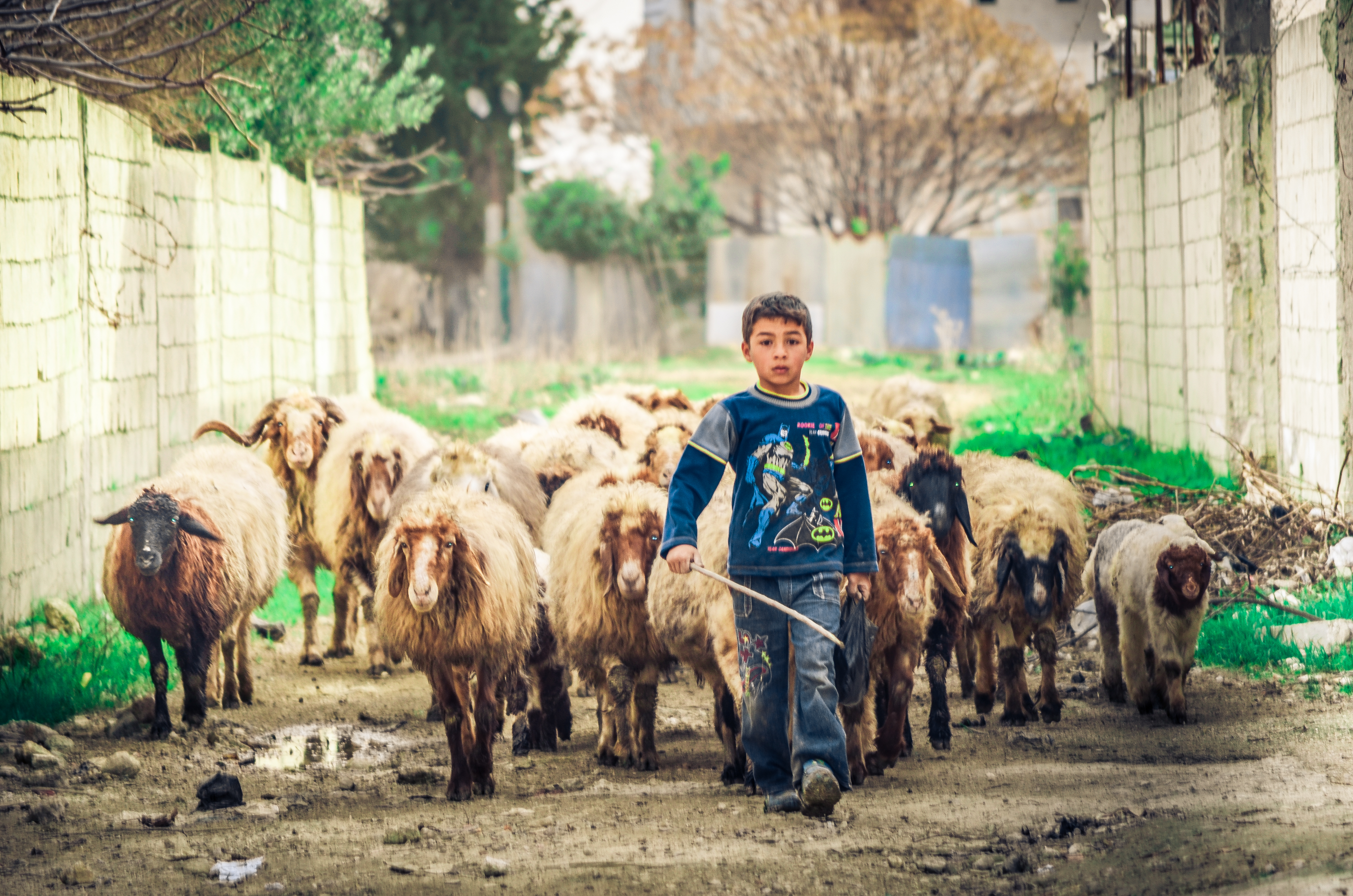
طفل يرعى الغنم في جبلة (سوريا).

الغنَّام أو راعي الأغنام هو من يعتني بقطيع الأغنام من شياه وخراف أو الماعز والتيوس ويتخير لها أوفر المراعي وأطيبها بغية الإفادة من لحومها وألبانها أو بيعها.

## لمحة تاريخية
تعد هذه المهنة أقدم مهنة عرفها البشر على الإطلاق فقد كان آدم أول راع للغنم على وجه البسيطة وكذلك كان ابنه هابيل.

## حسب الدولة
حاليا وبعد الثورة الصناعية اٍنحسرت أعداد الرعاة نتيجة هجرهم الأرياف وتوجههم تجاه المدن أو للعمل في المصانع.

## معرض صور

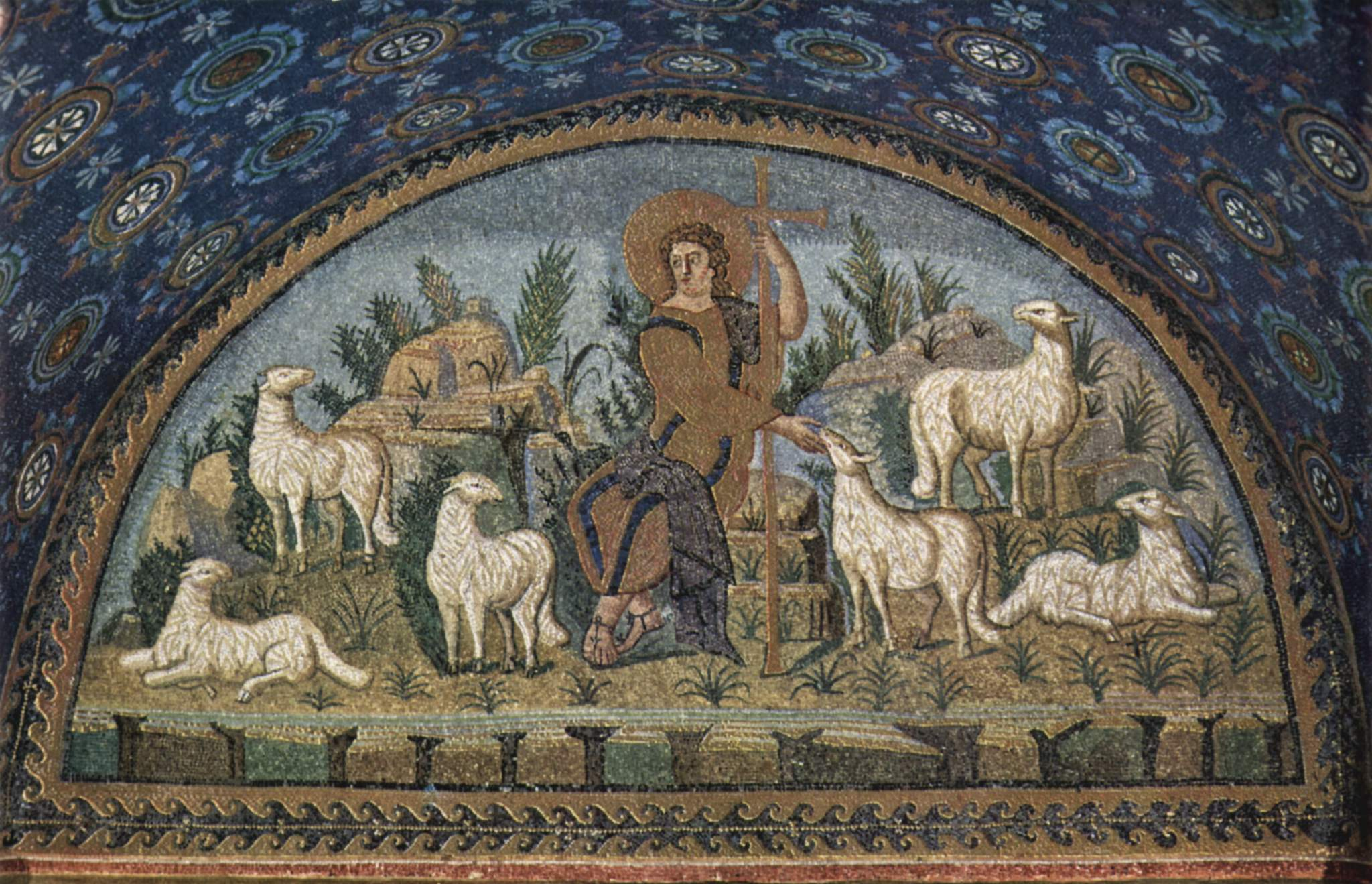
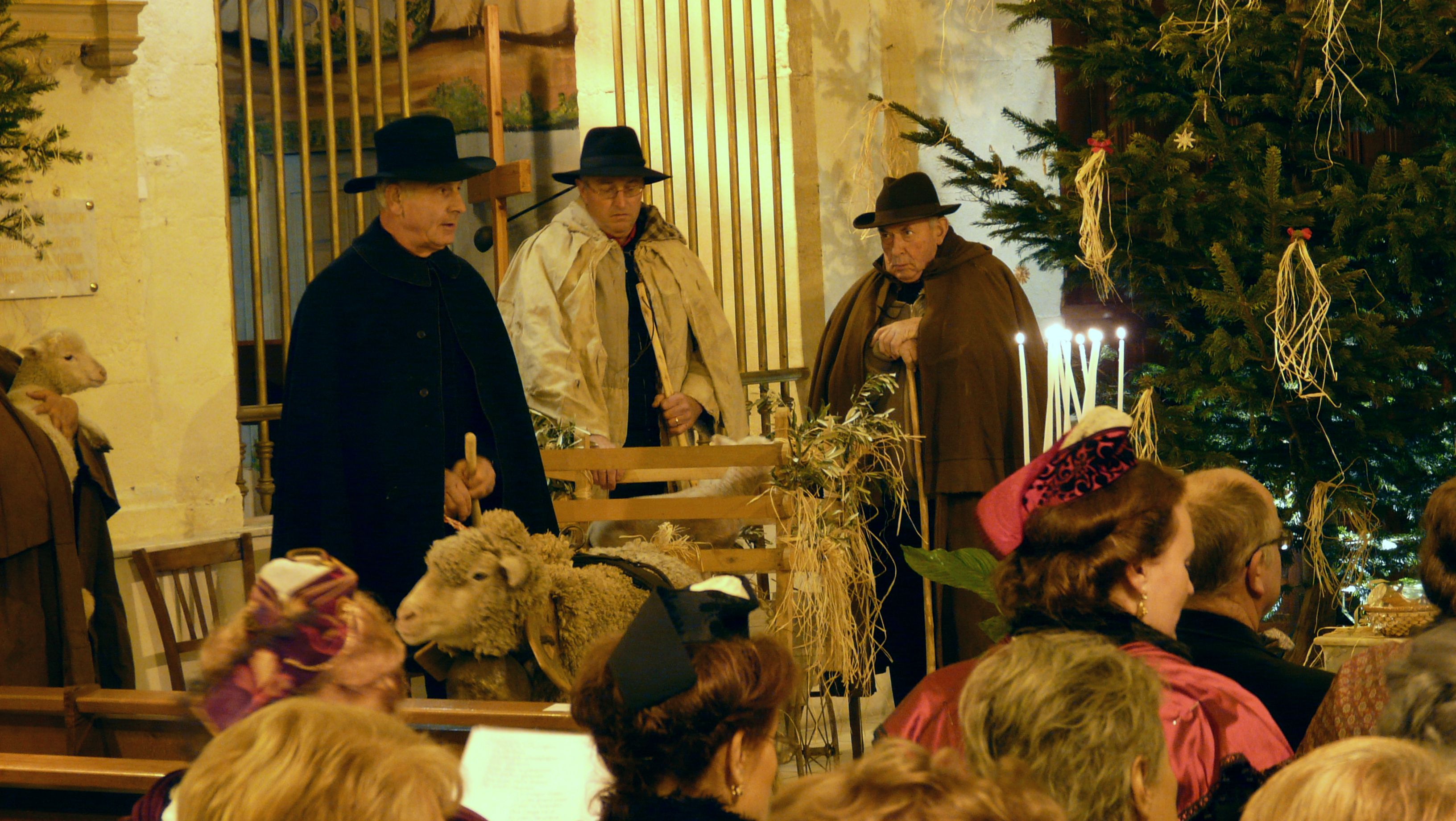
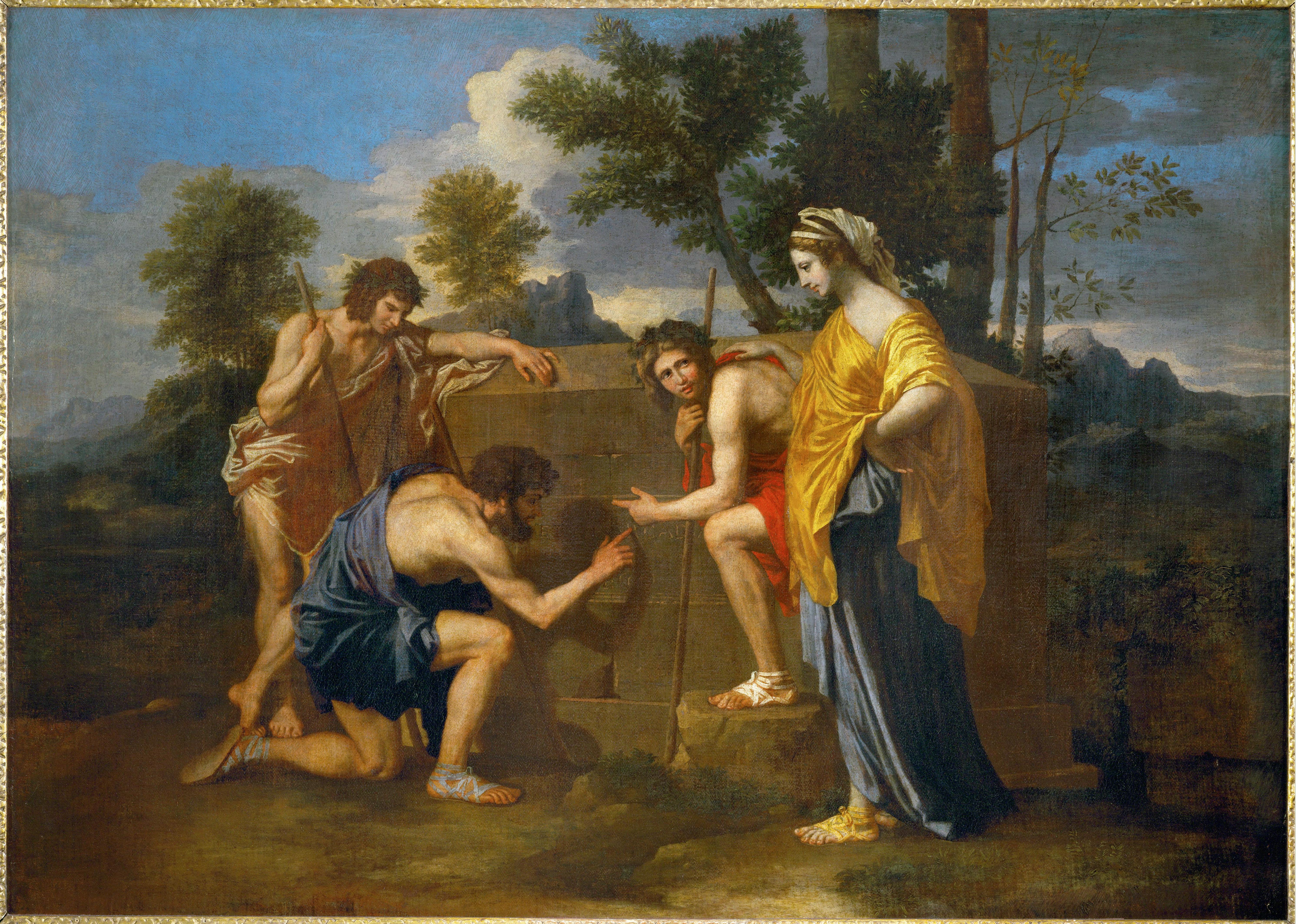
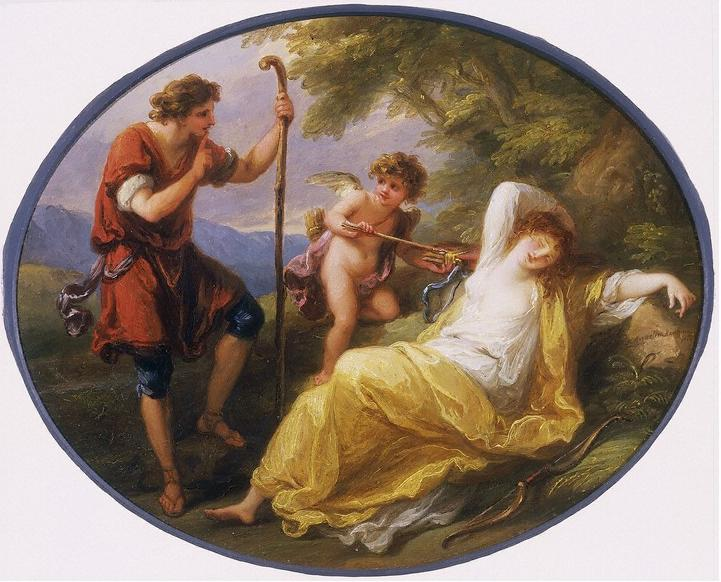

## وصلات خارجية
- A Beginner's Guide to Raising Sheep
- A Shepherds Songbook
- American Karakul Sheep Registry
- American Livestock Breeds Conservancy
- Rare Breeds Conservation Society of New Zealand
- Scottish Blackface Sheep Breeders Association